# حر (اسم)
حر هو اسم علم مذكر من أصل عربي، ومعناه هو ويسمون به معرفًا بال وهو صفة مشبهة، الأبي الشريف.

## وصلات خارجية
- موسوعة السلطان قابوس لأسماء العرب نسخة محفوظة 5 أبريل 2019 على موقع واي باك مشين.